# Maladera paralatitibia
Maladera paralatitibia är en skalbaggsart som beskrevs av Ahrens 2002. Maladera paralatitibia ingår i släktet Maladera och familjen Melolonthidae. Inga underarter finns listade i Catalogue of Life.